# Sagid Murtazalijev
Sagid Murtazalijev (rusky Сагид Муртазалиев), (* 11. únoru 1974 v Machačkale, Sovětský svaz) je bývalý ruský zápasník volnostylař avarské národnosti, olympijský vítěz z roku 2000. V letech 1995 až 1996 reprezentoval Ukrajinu.

## Sportovní kariéra
Vyrůstal v Kizljaru, kde se ve 12 letech seznámil s volným stylem pod vedením Magomeda Abdalova. V 15 letech se přesunul do Machačkaly, kde se připravoval pod vedením Imanmurzy Alijeva. Po rozpadu Sovětského svazu jeho trenéra Alijeva zlákali do svých řad Turci. Zůstal bez trenéra a v tom mu v roce 1994 zavolal trenér ukrajinské volnostylařské reprezentace Boris Savlochov s nabídkou startu za Ukrajinu. Sablochův návrh akceptoval za příslib bytu a pravidelného platu. Za Ukrajinu startoval v lehké těžké váze od roku 1995 a v roce 1996 se kvalifikoval na olympijské hry v Atlantě. Na poslední chvíli si však musel vyměnit váhovou kategorii s Džambolatem Tedejevem a startoval v těžké váze. Ve třetím kole prohrál o bod s pozdějším vítězem Kurtem Anglem a skončil na 7. místě.
Na podzim roku 1996 měl autohavárii, ze které si odnesl četné šrámy včetně o tři centimetry kratší ruky. Ve stejném období byl společně se svým bratrem obviněn z vraždy podnikatele. Ve vazební věznici strávil půl roku než byl zproštěn viny. Na Ukrajině s ním však do týmu přestali počítat a on stál nad otázkou ukončení sportovní kariéry. V roce 1998 se dokázal na žíněnku vrátit a pozvánka do ruské reprezentace od Demetre Mindyjašviliho na sebe dlouho nenechala čekat. V roce 2000 si zajistil nominaci na olympijské hry v Sydney a bez větších potíží dokázal postoupit ze základní skupiny. V playoff se probojoval do finále, ve kterém porazil Kazacha Islama Bajrakumova a získal zlatou olympijskou medaili. Vzápětí ukončil sportovní kariéru a vstoupil na nebezpečné pole dagestánské politiky.

## Výsledky
| Turnaj             | Ukrajina    | Ukrajina    | Rusko      | Rusko      | Rusko      | Rusko      |
| Turnaj             | 1995        | 1996        | 1997       | 1998       | 1999       | 2000       |
| Turnaj             | 21          | 22          | 23         | 24         | 25         | 26         |
| Turnaj             | lehká těžká | lehká těžká | těžká váha | těžká váha | těžká váha | těžká váha |
| ------------------ | ----------- | ----------- | ---------- | ---------- | ---------- | ---------- |
| Olympijské hry     |             | 7.          |            |            |            | 1.         |
| Mistrovství světa  | 7.          |             | —          | —          | 1.         |            |
| Mistrovství Evropy | 3.          | 3.          | —          | —          | —          | 1.         |